# Сельское поселение Четыровка
Сельское поселение Четыровка — муниципальное образование в Кошкинском районе Самарской области.
Административный центр — село Четыровка.

## Административное устройство
В состав сельского поселения Четыровка входят:
- село Четыровка,
- посёлок Заречье,
- деревня Апальково,
- деревня Белоозерная,
- деревня Гранная,
- деревня Лузановка,
- деревня Пальная.